# Spor o používání názvu GNU/Linux
GNU/Linux je kontroverzní označení pro Linux a linuxové distribuce, které v některých případech prosadil Richard Stallman a jím založená Free Software Foundation (FSF). Tím vzniklo mnoho svárů, kde na jedné straně stojí zastánci FSF (považující GNU za důležitější projekt) a na druhé zastánci Linuxu jako takového.

## Historie
Označení GNU/Linux prosazuje Free Software Foundation (FSF), její zakladatel Richard Stallman a jejich příznivci pro systémy, které obsahují GNU software a jádro Linuxu. Argumentem FSF pro název GNU/Linux je fakt, že GNU již dlouho usiluje o vytvoření svobodného unixového systému a hotové jádro je poslední chybějící část. Zastánci prostého označení Linux argumentují různými způsoby, například tím, že krátké označení je běžně používáno v hovorové řeči, tisku a dalších médiích.
Složené jméno se poprvé objevilo v roce 1992 v distribuci Yggdrasil Linux v podobě Linux/GNU/X. V diskuzních skupinách Usenet se objevilo označení GNU/Linux v roce 1992. Označení GNU+Linux pak v roce 1993. Distribuce Debian změnila své jméno na GNU/Linux v roce 1994. Zakladatel Debianu, Ian Murdock, později poznamenal, že změnu provedl na výzvu Richarda Stallmana, který původně prosazoval název Lignux, ale po protestech o neobratnosti termínu doporučil GNU/Linux. Věstník GNU z června 1994 představuje Linux jako free Unix system for 386 machines (with „many of the utilities and libraries“ from GNU), tzn. „volně šiřitelný Unixový systém pro počítače 386 (s mnoha utilitami a knihovnami od GNU)“.
Avšak v lednu 1995 Věstník GNU již používal označení GNU/Linux. Snaha Richarda Stallmana a FSF o prosazení označení GNU ve jménu Linuxu započala kolem roku 1994, ale zůstávala skryta v privátní komunikaci (jako výše zmíněný požadavek pro Debian) až do roku 1996. V květnu 1996 vydal Richard Stallman novou verzi 19.31 editoru Emacs, kde byl cíl volby Autoconfu změněn z linux na lignux (záhy ve verzi 19.32 změněn na linux-gnu) spolu s esejí „Linux and the GNU system“, kde doporučuje, aby lidé používali označení „Linuxový GNU systém“ (anglicky Linux-based GNU system) nebo GNU/Linux system nebo krátce Lignux. Později začal Stallman výhradně používat označení GNU/Linux a esej v roce 1997 nahradil novější s názvem „Linux and the GNU project“.

### Prohlášení L. Torvaldse
Sám Linus Torvalds ve filmu Revolution OS na otázku o označení GNU/Linux prohlásil, že různá složená označení považuje za správná (Red Hat Linux, SUSE Linux nebo Debian Linux), avšak označení GNU/Linux považuje za směšné. Později pak napsal, že je jedno, jak se bude systém označovat, dokud budou zásluhy označeny jak se patří na obou stranách a že sám bude dále používat krátké označení Linux.
Well, I think it's justified, but it's justified if you actually make a GNU distribution of Linux … the same way that I think that „Red Hat Linux“ is fine, or „SuSE Linux“ or „Debian Linux“, because if you actually make your own distribution of Linux, you get to name the thing, but calling Linux in general „GNU Linux“ I think is just ridiculous.
Linus Torvalds, Revolution OS
Umm, this discussion has gone on quite long enough, thank you very much. It doesn't really matter what people call Linux, as long as credit is given where credit is due (on both sides). Personally, I'll very much continue to call it „Linux“.
Linus Torvalds, příspěvek do Usenet skupiny comp.os.linux.misc

### Prohlášení R. Stallmana
Many computer users run a modified version of the GNU system every day, without realizing it. Through a peculiar turn of events, the version of GNU which is widely used today is often called “Linux,” and many of its users are not aware that it is basically the GNU system, developed by the GNU Project. There really is a Linux, and these people are using it, but it is just a part of the system they use. Linux is the kernel: the program in the system that allocates the machine's resources to the other programs that you run. The kernel is an essential part of an operating system, but useless by itself; it can only function in the context of a complete operating system. Linux is normally used in combination with the GNU operating system: the whole system is basically GNU with Linux added, or GNU/Linux. All the so-called “Linux” distributions are really distributions of GNU/Linux.
Richard Stallman, https://www.gnu.org/gnu/linux-and-gnu.html